# Географска ширина
Географска ширина, или латитуда је угловно или лучно растојање неке одређене тачке на Земљиној површини северно или јужно од екватора (полутара). Према томе разликујемо северну географску ширину која се пружа од екватора до Северног пола у износи од 90° и јужну географску ширину, која захвата простор између екватора и Јужног пола у истом износу у степенима. Обично се ширина означава грчким словом „фи“ (φ). Географска ширина се мери у степенима, минутама и секундама у распону од 0° до 90°. Екватор је највећа паралела, тј. кружница и дугачка је 40.075 km, док су најмање кружнице, у ствари тачке — полови.
На географским картама се уцртава неколико основних паралела поред екватора. То су јужни и северни повратник који се налазе на 23°26‘22“ сгш и јгш, као и северни и јужни поларник, са 66°33‘39“ сгш и јгш. Најсевернија тачка на копну је острво Кафеклубен на 83°40‘ сгш, а најјужнија је Јужни пол на 90° јгш. 

## Залеђина
У дефиницијама географске ширине и дужине користе се два нивоа апстракције. У првом кораку физичка површина је моделована геоидом, површином која се приближава средњем нивоу мора изнад океана и његовом наставку испод копнених маса. Други корак је апроксимација геоида математички једноставнијом референтном површином. Најједноставнији избор за референтну површину је сфера, али је геоид прецизније моделован елипсоидом. Дефиниције географске ширине и дужине на таквим референтним површинама су детаљно описане у следећим одељцима. Линије константне географске ширине и дужине заједно чине решетку на референтној површини. Географска ширина тачке на стварној површини је она одговарајуће тачке на референтној површини, при чему је кореспонденција дуж нормале на референтну површину, која пролази кроз тачку на физичкој површини. Географска ширина и дужина заједно са неком спецификацијом висине чине географски координатни систем како је дефинисано у спецификацији стандарда ISO 19111.
Пошто постоји много различитих референтних елипсоида, прецизна географска ширина неке карактеристике на површини није јединствена: ово је наглашено у ISO стандарду који каже да „без потпуне спецификације координатног референтног система, координате (географска ширина и дужина) су у најбољем случају двосмислене, а у најгорем бесмислене“. Ово је од велике важности у тачним апликацијама, као што је систем за глобално позиционирање (GPS), али у уобичајеној употреби, где се не захтева висока прецизност, референтни елипсоид се обично не наводи.
У енглеским текстовима, угао географске ширине, дефинисан у наставку, обично се означава грчким малим словом фи (ϕ или φ). Мери се у степенима, минутима и секундама или децималним степенима, северно или јужно од екватора. За потребе навигације позиције су дате у степенима и децималним минутама. На пример, светионик Нидлес налази се на 50°39,734′ N 001°35,500′ W.

## Географска ширина на сфери

### Мрежа на сфери
Решетка је формирана линијама константне географске ширине и константне дужине, које су конструисане у односу на осу ротације Земље. Примарне референтне тачке су полови на којима оса ротације Земље сече референтну површину. Равни које садрже осу ротације секу површину на меридијанима; а угао између било које појединачне меридијанске равни и оне кроз Гринич (Први меридијан) дефинише географску дужину: меридијани су линије константне географске дужине. Раван кроз центар Земље и окомита на осу ротације сече површину у великом кругу који се зове Екватор. Равни паралелне екваторијалној равни секу површину у круговима константне географске ширине; ово су паралеле. Екватор има географску ширину од 0°, Северни пол има географску ширину од 90° северне (пише се 90 °C или +90°), а Јужни пол има географску ширину од 90° јужно (пише се 90° Ј или -90° ). Географска ширина произвољне тачке је угао између екваторијалне равни и нормале на површину у тој тачки: нормала на површину сфере је дуж радијалног вектора.
Географска ширина, како је дефинисана на овај начин за сферу, често се назива сферна ширина, како би се избегла двосмисленост са геодетском ширином и помоћним географским ширинама дефинисаним у наредним одељцима овог чланка.

### Именоване географске ширине на Земљи
Поред екватора, значајне су још четири паралеле:
| Арктички круг    | 66° 34′ (66.57°) N |
| Тропик Рака      | 23° 26′ (23.43°) N |
| Тропик Јарца     | 23° 26′ (23.43°) S |
| Антарктички круг | 66° 34′ (66.57°) S |
Раван Земљине орбите око Сунца назива се еклиптика, а раван окомита на осу ротације Земље је екваторијална раван. Угао између еклиптике и екваторијалне равни се различито назива аксијалним нагибом, кососшћу или инклинацијом еклиптике, и конвенционално се означава са i. Географска ширина тропских кругова је једнака i, а ширина поларних кругова је његов комплемент (90° - i). Оса ротације се споро мења током времена и овде дате вредности су оне за тренутну епоху. О временској варијацији детаљније се говори у чланку о аксијалном нагибу
Слика приказује геометрију попречног пресека равни управне на еклиптику и кроз центре Земље и Сунца у децембарском солстицију када је Сунце изнад главе у некој тачки тропика Јарца. Јужне поларне географске ширине испод антарктичког круга су у дану, док су северне поларне географске ширине изнад арктичког круга у ноћи. Ситуација је обрнута на јунском солстицију, када је Сунце изнад главе у Тропику Рака. Само на географским ширинама између два тропика могуће је да Сунце буде директно изнад главе (у зениту).
На картографским пројекцијама не постоји универзално правило о томе како треба да се појављују меридијани и паралеле. Примери испод приказују именоване паралеле (као црвене линије) на уобичајено коришћеној Меркаторовој пројекцији и попречној Меркаторовој пројекцији. На првом су паралеле хоризонталне, а меридијани вертикални, док на другом не постоји тачан однос паралела и меридијана са хоризонталом и вертикалом: обе су компликоване криве.
|  | Нормални меркатор |   | Попречни меркатор |  |
|  | ----------------- | - | ----------------- |  |
|  |                   | \ |                   |  |

## Географска ширина на елипсоиду

### Елипсоиди
Године 1687, Исак Њутн је објавио књигу Математички принципи природне филозофије, у којој је доказао да ротирајуће самогравитирајуће течно тело у равнотежи има облик спљоштеног елипсоида. (Овај чланак користи термин елипсоид уместо старијег појма сфероид.) Њутнов резултат је потврђен геодетским мерењима у 18. веку. (Види Меридијански лук.) Спљоштени елипсоид је тродимензионална површина настала ротацијом елипсе око њене краће осе (мале осе). „Спљоштени елипсоид револуције“ је скраћено у „елипсоид“ у остатку овог чланка. (Елипсоиди који немају осу симетрије се називају триаксијални.)
У историји геодезије коришћени су многи различити референтни елипсоиди. У пресателитским данима они су били осмишљени да дају добро пристајање геоиду на ограниченом подручју истраживања, али, са појавом GPS-а, постало је природно да се користе референтни елипсоиди (као што је WGS84) са центром у центру масе Земље и мала оса поравната са осом ротације Земље. Ови геоцентрични елипсоиди су обично унутар 100 m (330 ft) од геоида. Пошто је географска ширина дефинисана у односу на елипсоид, позиција дате тачке је различита на сваком елипсоиду: не може се тачно одредити географска ширина и дужина географског обележја без навођења коришћеног елипсоида. Многе карте које одржавају националне агенције засноване су на старијим елипсоидима, тако да се мора знати како се вредности географске ширине и дужине трансформишу из једног елипсоида у други. GPS уређаји укључују софтвер за извођење трансформације датума који повезује WGS84 са локалним референтним елипсоидом са припадајућом мрежом.

### Геометрија елипсоида
Облик елипсоида обртања одређен је обликом елипсе која је ротирана око своје мале (краће) осе. Потребна су два параметра. Један је увек екваторијални радијус, који је велика полуоса, a. Други параметар је обично (1) поларни полупречник или мала полуоса, b; или (2) (прво) спљоштење, f; или (3) ексцентрицитет, e. Ови параметри нису независни: они су повезани по
{\displaystyle f={\frac {a-b}{a}},\qquad e^{2}=2f-f^{2},\qquad b=a(1-f)=a{\sqrt {1-e^{2}}}\,.}
Многи други параметри (види елипса, елипсоид) се појављују у проучавању геодезије, геофизике и картографских пројекција, али се сви могу изразити у виду једног или два члана скупа a, b, f и e. Оба f и e су мали и често се појављују у серијским експанзијама у прорачунима; они су реда 1/298 и 0.0818 респективно. Вредности за одређени број елипсоида дате су на слици Земље. Референтни елипсоиди се обично дефинишу великом полуосом и инверзним спљоштавањем, 1/f. На пример, дефинисане вредности за WGS84 елипсоид, који користе сви GPS уређаји, су
- a (екваторијални радијус): 6 378 137,0 m тачно
- 1/f (инверзно спљоштење): 298,257 223 563 тачно

из којих су изведени
- b (поларни радијус): 6 356 752,314 25 m
- e2 (ексцентрицитет на квадрат): 0.006 694 379 990 14

Разлика између велике и мале полуосе је око 21 km (13 miles) и као део велике полуосе једнака је спљоштењу; на компјутерском монитору тај елипсоид би могао бити величине 300 пута 299 пиксела. Ово би се једва разликовало од сфере од 300 пута 300 пиксела, тако да илустрације обично преувеличавају спљоштење.